# ジェームズ・ステイシー
ジェームズ・ステイシー（James Stacy）として知られるモーリス・ウィリアム・イライアス（Maurice William Elias、1936年12月23日 - 2016年9月9日）は、アメリカ合衆国の映画・テレビ俳優。

## 経歴
1936年12月23日にステイシーはモーリス・ウィリアム・イライアスとして、ロサンゼルスでアイルランド系スコットランド人のウェイトレスとレバノン系アメリカ人のブックメーカーの間に生まれた。

## 私生活

### 逮捕と有罪判決
1995年11月、ステイシーは11歳の少女に猥褻な行為をした容疑に対して不抗争の答弁をした。

## 描写
ステイシーは、2019年のクエンティン・タランティーノの映画『ワンス・アポン・ア・タイム・イン・ハリウッド』で、ティモシー・オリファントによって演じられている。